# 149243 Dorothynorton
149243 Dorothynorton este un asteroid din centura principală de asteroizi.

## Descriere
149243 Dorothynorton este un asteroid din centura principală de asteroizi. A fost descoperit pe 14 septembrie 2002 la Observatorul Palomar de Robert D. Matson. Asteroidul prezintă o orbită caracterizată de o semiaxă mare de 2,32 ua, o excentricitate de 0,11 și o înclinație de 2,6° în raport cu ecliptica.